# Горний (Гаринський міський округ)
Го́рний (рос. Горный) — селище у складі Гаринського міського округу Свердловської області.
Населення — 76 осіб (2010, 95 у 2002).
Національний склад населення станом на 2002 рік: росіяни — 94 %.